# Plaque de bras Kouban
La plaque de bras Kouban  (en allemand : Ärmelschild Kuban ou Kubanschild) est une distinction militaire allemande du Troisième Reich, créée le 21 septembre 1943, et attribuée à tous les soldats des troupes de la Wehrmacht durant la Seconde Guerre mondiale pour commémorer ceux qui ont combattu dans la tête de pont de Kouban.

## Contexte
La plaque de bras Kouban a été attribuée à des soldats allemands sous le commandement du Generalfeldmarschall Ewald von Kleist qui se sont battus dans la tête de pont dans la région du Kouban de février 1943 et abandonné en septembre de la même année.

## Critères d'attribution
Les plaques de bras Kouban ont été attribuées à tous les membres de la Heer remplissant l'une des conditions suivantes :
- Avoir servi pendant au moins soixante jours
- Avoir été blessé
- Avoir servi dans l'une des grandes opérations de la poche

Le personnel de la Luftwaffe et de la Kriegsmarine ont reçu la plaque de bras basée sur un système de points assez compliqué.

## Description

### Matériel et apparence
Les plaques de bras Kouban étaient réalisé habituellement par l'estampage d'une tôle de fer, plus tard en zinc, et traités avec un lavage bronzé. L'insigne est de forme arrondie dans sa partie inférieure et avec à son bord supérieur l'aigle impérial aux ailes déployées tenant dans ses serres une couronne de feuilles de chêne avec à l'intérieur une swastika. Sous les ailes de l'aigle sur la gauche est inscrit le nombre 19 et à droite, le nombre 43, représentant 1943, date de la campagne. La partie principale de l’insigne reprend une représentation stylisée n forme de double escalier, évoquant les positions défensives de la tête de pont avec l'inscription de 3 noms importantes batailles (Lagunen, Krymskaya et Novorossisk).

### Le port
L'insigne était porté sur la partie supérieure du bras gauche de l'uniforme des bénéficiaires. Il a été cousu sur un tissu à travers la doublure du vêtement, mais il y a des occasions où celui-ci a été retiré et l'insigne était directement épinglé sur l'uniforme, sans doute pour des raisons esthétiques.
Support en toile
La couleur de la toile de fond est indicatif de la branche de l'armée du récipiendaire :
- Vert pour l'armée de terre (Heer)
- Gris-bleu pour la Force aérienne (Luftwaffe)
- Bleu pour la Force maritime (Kriegsmarine)

Chaque bénéficiaire recevait cinq copies de la décoration, et il pouvait en acheter un plus grand nombre, si nécessaire.

L'insigne était porté sur le haut du bras gauche de l'uniforme.

## Après-guerre
Conformément à la loi de titres, ordres et médailles (Ordensgesetz) du 26 juillet 1957, le port de la distinction en République fédérale d'Allemagne a été autorisé mais sans les emblèmes nazis (aigle et swastika).

## Littérature
- (de) Heinrich Doehle: Die Auszeichnungen des Grossdeutschen Reichs. Orden, Ehrenzeichen, Abzeichen. 4. erweiterte Auflage. Erdmenger, Berlin 1943, S. 84 (Reprint-Ausgabe. Melchior-Verlag, Wolfenbüttel 2008,  (ISBN 978-3-939791-93-5) (Historische Bibliothek)).
- (de) Hans-Ulrich Krantz: Orden und Ehrenzeichen der Bundesrepublik Deutschland. Maximilian-Verlag, Köln u. a. 1958.
- (de) Kurt-G. Klietmann: Auszeichnungen des Deutschen Reiches 1936–1945. Eine Dokumentation ziviler und militärischer Verdienst- und Ehrenzeichen. 11. Auflage. Motorbuch-Verlag, Stuttgart 2004,  (ISBN 3-87943-689-4), S. 88ff.
- (de) Verordnung über die Stiftung des Krimschildes vom 25. Juli 1942, RGBl Teil I, Seite 487
- (de) Allgemeine Heeresmitteilung 1942, 20. Ausgabe, Seite 383, Ziffer 717
- (de) Luftwaffenverordnungsblatt 1942, 33. Ausgabe Seite 1115
- (de) Marineverordnungsblatt 1942, Heft 31, Seite 862, Ziffer 741